# Hamarowie

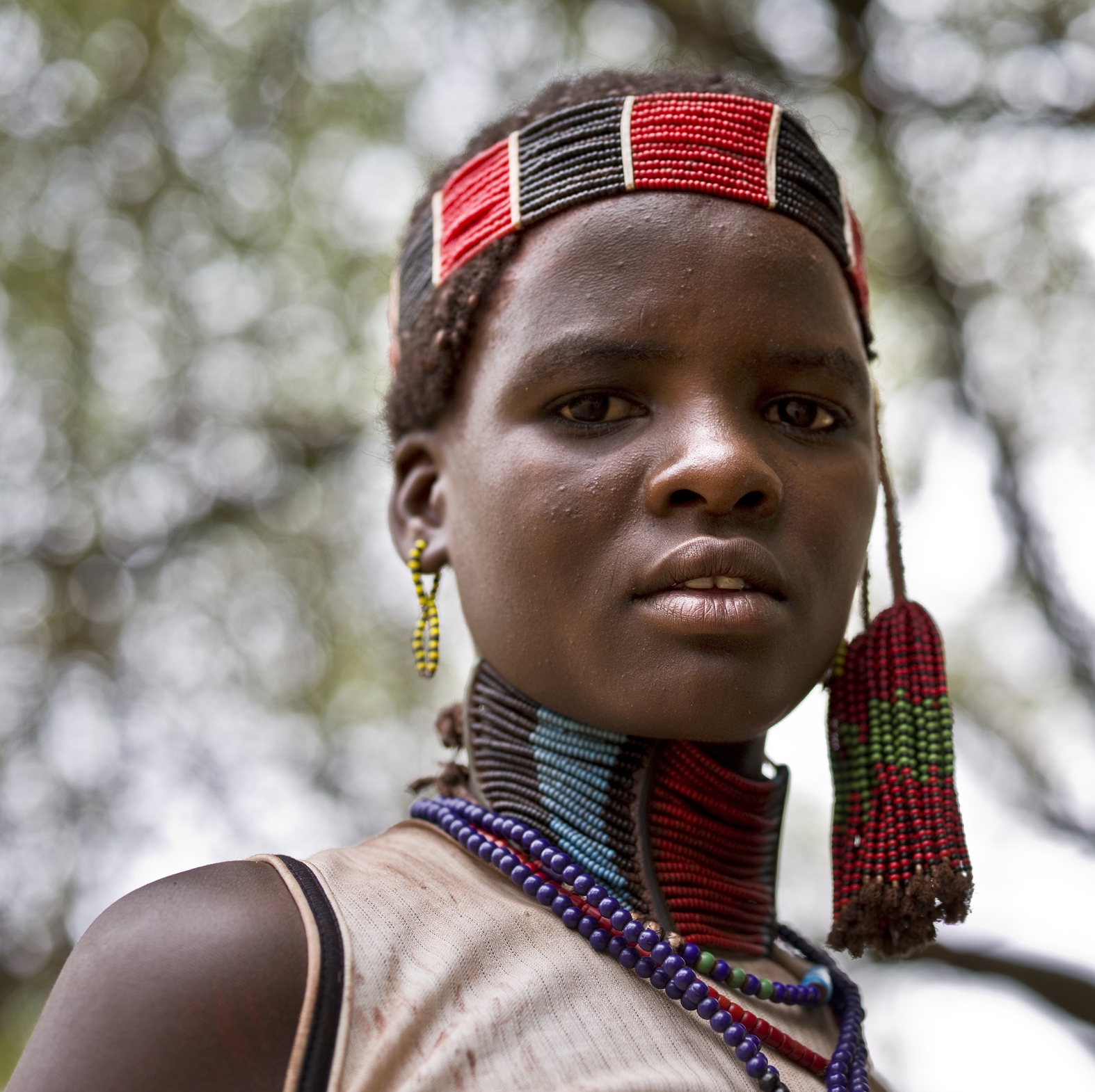
Kobieta z ludu Hamar

Hamarowie, Hamar, Hamer – grupa etniczna zamieszkująca południową Etiopię. Posługują się językiem hamer (hamer-banna), należącym do omotyckiej rodziny językowej. W większości zachowali tradycyjne wierzenia, niektórzy wyznają islam. Ich liczebność wynosi blisko 47 tys. osób (spis powszechny 2007). Prowadzą półkoczowniczy tryb życia, podstawowym zajęciem jest hodowla bydła.